# Senoculifer dentibulbis
Senoculifer dentibulbis är en spindelart som beskrevs av Balogh 1936. Senoculifer dentibulbis ingår i släktet Senoculifer och familjen snabblöparspindlar. Inga underarter finns listade i Catalogue of Life.